# Brachydiplax denticauda
Brachydiplax denticauda – gatunek ważki z rodziny ważkowatych (Libellulidae).